# Радіус Ван дер Ваальса
| Елемент  | радіус (Å) |
| -------- | ---------- |
| Гідроген | 1.20       |
| Карбон   | 1.7        |
| Нітроген | 1.55       |
| Оксиген  | 1.52       |
| Флуор    | 1.35       |
| Фосфор   | 1.9        |
| Сульфур  | 1.85       |
| Хлор     | 1.8        |

Ра́діус Ван дер Ваа́льса — характеристика атома, радіус уявної твердої сфери, якою можна було б замінити атом для опису властивостей газів та рідин із цих атомів за допомогою рівняння ван дер Ваальса.
Радіус Ван дер Ваальса корисний для оцінки багатьох параметрів газів, рідин і твердих тіл. Зазвичай він значно перевищує радіус зовнішньої електронної оболонки атома. Вимірюється, виходячи з міжатомної віддалі в кристалізованій речовині. 

## Ван дер Ваальсові радіуси при моделюванні молекул
Важливою складовою вчення про атомні радіуси є розділ про міжмолекулярні, або Ван дер Ваальсові радіуси, що були введені для розв'язання питань паковання молекул, їхніх конформацій та інших питань. Хоча метод ВР є наближеним та спрощеним, його простота та наочність зробила його незамінним для багатьох випадків, де потрібна швидка попередня оцінка. Знання ВР дозволяє визначити конформацію молекул та їх паковання в молекулярних кристалах. Енергетично вигідними зазвичай є такі конформації молекул, в яких перекривання ВР валентно незв'язаних атомів невелике. Ван дер Ваальсові сфери валентно зв'язаних атомів в межах однієї молекули перекриваються. Зовнішній контур перекритих сфер визначає форму молекули. Молекулярні кристали підкоряються принципу щільного паковання, згідно з яким молекули, що моделюються своїм "Ван-дер-Ваальсовим обрамленням", розташовуються таким чином, що "виступ" однієї молекули входить до "западини" іншої. Використовуючи це уявлення, можна інтерпретувати кристалографічні дані, а в багатьох випадках й передбачати структуру молекулярних кристалів. 
Вперше Ван-дер-Ваальсові радіуси (ВР) атомів, що входять до складу молекул, незалежно розглянули Мек та Маґат у 1932 році. В обох роботах наводяться зображення молекул як сукупність перекритих Ван-дер-Ваальсових сфер. Мек зіставляє поняття ефективного ВР з уявленнями про розподіл електронної густини, яка зменшується при віддаленні від ядра, та взаємної компенсації Ван-дер-Ваальсового притягання та відштовхуванням електронних оболонок, що зростає при зближенні атомів. Він чітко показує різницю між кристалічними ВР, що визначають найменшу відстань між атомами сусідніх молекул та газокінетичними ВР, що характеризують найбільше наближення молекул при зіткненнях; відповідно до свого фізичного змісту перші зростають, а другі зменшуються при зростанні температури. Кристалічні ВР знайшли широке використання у кристалохімії та структурній хімії (при аналізі конформацій молекул та пов'язаних з цим проблем). Найчастіше термін "Ван-дер-Ваальсові радіуси" використовують щодо атомних кристалічних радіусів. Сам термін затвердився в науковій літературі після 1939 року, коли з'явилась монографія Полінга "The nature of the chemical bond and the structure of molecules and crystals", але  відповідне поняття було й раніше в статтях різних авторів під різними назвами. Так, в піонерських працях Мека та Магата йдеться про "кристалічні радіуси" та "ефективні радіуси" відповідно. Стюарт в 1934 р. пише про "ефективні радіуси" та "радіуси ефективних сфер зв'язаних атомів". В праці є перші зображення щільного паковання молекул, що моделюються зовнішньою поверхнею перекритих атомних Ван-дер-Ваальсових сфер; ці малюнки демонструють неможливість взаємного проникнення сфер, що належать до різних молекул, та відсутність значних проміжків між сусідніми молекулами у кристалі, в чому й виражається основна суть поняття ВР. Дані Полінга опираються на його висновок про приблизну рівність ван-дер-ваальсових та йонних радіусів неметалів. Пізніші системи ВР отримані в результаті усереднення деякої сукупності так званих "визначальних" або "опорних" міжмолекулярних контактів, що забезпечують "торкання" сусідніх молекул в структурі кристалу. В 1964 р. Бонді опублікував найдокладнішу систему міжмолекулярних радіусів, що широко використовується хіміками до цього часу. Принциповим в цій праці є встановлення ВР ряду металів(Zn, Cd, Hg, Al, Ga, Ti, Zr, Sn, V, Bi, Cr, Mo, W, Fe), що утворюють молекулярні сполуки. Концепція ВР щодо проблем головним чином органічної кристалохімії розвинена в працях Зефирова та Зоркого. Автори цих праць не лише більш точно визначили ВР таких елементів як C, H, O, N, Cl, F, Br, I, S та інші та показали що найімовірніша довжина молекулярного контакту близька до {\displaystyle 2{\sqrt {R_{1}R_{2}}}}, але й проаналізували відхилення в реальних міжмолекулярних відстанях від стандартних значень. Помітно скорочені міжмолекулярні контакти обумовлені специфічними взаємодіями, сильнішими, ніж звичайні ван-дер-ваальсові, що значно впливає на структуру та властивості молекулярних кристалів. В праці  Нібурга та Фаєрмана на великій кількості експериментальних даних продемонстрована можливість змінювання величин ВР в залежності від напряму до хімічного зв'язку, що вперше зазначив Китайгородський. Автори підтвердили, що Ван-дер-Ваальсів атом є не кулею, а еліпсоїдом обертання з меншою віссю у напряму, що збігається з хімічним зв'язком. Значення ВР залежать від стану атома в молекулі, тому використовуються їхні середні значення, що постійно уточнюються зі збільшенням кількості експериментального матеріалу, тому ця система усереднених значень навряд чи матиме точність, більшу ніж 0,1 Å.